# Fashion Model Directory
The Fashion Model Directory (FMD)とはファッションモデル、モデルエージェンシー、ファッションレーベル、ファッションデザイナー、ファッション記事に関する情報を集めたオンラインデータベースで、「ファッション業界のインターネット・ムービー・データベース」と称するほど最大級のオンラインファッションデータベースの1つである。

## 概要
The Fashion Model Directoryはプロの女性ファッションモデル、モデルエージェンシー、ファッションレーベル、ファッション雑誌、ファッションデザイナー、ファッション記事を扱う世界最大級のデータベースの1つである。モデル紹介ページでは出演している広告、雑誌の表紙、ファッションショーや、趣味、公式などのサイトやその他関連する情報が掲載されている。またFMDでは著作権情報や撮影者を添えた広範囲な写真のギャラリーを提供している。
データベースには16,000人以上のファッションモデル、1,500人以上のファッションデザイナー、5,000以上のファッションブランド、3,300誌以上の雑誌、23,000本以上の信頼性の高いファッション関連記事、1,800社以上のモデルエージェンシー、600,000枚以上の写真が収録されており、最大級のファッションアーカイブサイトの1つになっている。